# Mistrzostwa Europy w Łucznictwie 2002
17. Mistrzostwa Europy w łucznictwie odbyły się w dniach 22–27 lipca 2002 w Oulu w Finlandii.
Polska wywalczyła 2 medale w łukach klasycznych: drużyna kobiet w składzie Justyna Mospinek, Iwona Marcinkiewicz i Wioletta Myszor została wicemistrzyniami Europy, a Mospinek zdobyła też brąz indywidualnie.

## Medaliści

### Strzelanie z łuku klasycznego
| Konkurencja            | Złoto                                                             | Srebro                                                            | Brąz                                                             |
| indywidualnie kobiet   | Natalia Valeeva                                                   | Derya Uraz                                                        | Justyna Mospinek                                                 |
| indywidualnie mężczyzn | Michele Frangilli                                                 | Bałżynim Cyrempiłow                                               | Ilario Di Buò                                                    |
| drużynowo kobiet       | Rosja · Natalia Bołotowa · Jelena Dostaj · Margarita Galinowskaja | Polska · Justyna Mospinek · Iwona Marcinkiewicz · Wioletta Myszor | Ukraina · Kateryna Serdiuk · Ołena Sadownicza · Kateryna Palecha |
| drużynowo mężczyzn     | Francja · Jocelyn de Grandis · Olivier Tavernier · Willy Ardiet   | Holandia · Wietse van Alten · Ron van der Hoff · Pieter Custers   | Włochy · Ilario Di Buò · Michele Frangilli · Marco Galiazzo      |

### Strzelanie z łuku bloczkowego
| Konkurencja            | Złoto                                                             | Srebro                                                                                | Brąz                                                                                 |
| indywidualnie kobiet   | Anna-Liisa Tuuttu                                                 | Petra Dortmund                                                                        | Cathérine Pellen                                                                     |
| indywidualnie mężczyzn | Michele Palumbo                                                   | Björn Andersson                                                                       | Fred van Zutphen                                                                     |
| drużynowo kobiet       | Rosja · Oktjabina Bołotowa · Sofia Gonczarowa · Anna Bołogowa     | Finlandia · Anna-Liisa Tuuttu · Anne Laurila · Sirkka Sokka-Matikainen · Anne Sjöroos | Francja · Valérie Fabre · Cathérine Pellen · Sandrine Vandionant · Catherine Deburck |
| drużynowo mężczyzn     | Holandia · Guido van den Bosch · Fred van Zutphen · Peter Elzinga | Słowenia · Tomaz Hodnik · Rajko Usai · Dejan Sitar · Tevz Grogl                       | Francja · Jean-Marc Beaud · Claude Brunstein · Denis Vanez · Stephane Sauvignan      |

## Klasyfikacja medalowa
| Lp. | Państwo   | Złoto | Srebro | Brąz | Razem |
| 1.  | Włochy    | 3     | 0      | 2    | 5     |
| 2.  | Rosja     | 2     | 1      | 0    | 3     |
| 3.  | Holandia  | 1     | 1      | 1    | 3     |
| 4.  | Finlandia | 1     | 1      | 0    | 2     |
| 5.  | Francja   | 1     | 0      | 3    | 4     |
| 6.  | Polska    | 0     | 1      | 1    | 2     |
| 7.  | Niemcy    | 0     | 1      | 0    | 1     |
| 7.  | Słowenia  | 0     | 1      | 0    | 1     |
| 7.  | Szwecja   | 0     | 1      | 0    | 1     |
| 7.  | Turcja    | 0     | 1      | 0    | 1     |
| 11. | Ukraina   | 0     | 0      | 1    | 1     |